# L'Aplec del Remei
L'Aplec del Remei és una sarsuela, la segona que es conserva en llengua catalana, que va ser concebuda per Josep Anselm Clavé i Camps i que va ser estrenada el 27 de desembre de l'any 1858 al Gran Teatre del Liceu de Barcelona.

## Context
El text està escrit en totes dues llengües, castellà i català, segons qui parla. No va ser el primer a fer-ho, poques setmanes abans es va estrenar Setze jutges amb llibret de Manuel Angelon i música de Joan Pujadas, també bilingüe i al mateix Teatre del Liceu. Clavé va afegir una nota prèvia al llibret amb el següent contingut:
| « | Los versos catalanes de esta zarzuela se han escrito tal como vulgarmente se habla en la provincia de Barcelona, y no en el verdadero catalán con que se esmera el autor en escribir sus cooros populares. | » |

Clavé va aprofitar per reivindicar l'associacionisme amb aquesta obra. El títol de la sarsuela és una senyal de fins a quin punt s'havia de ser molt subtil amb com s'expressaven determinades idees a la seva època, sobretot ell i més en aquell precís moment, ja que acabava de tornar de l'exili. No oblidem que va passar per la presó més d'un cop a la seva vida (entenem que amb el títol va voler dir: el remei és l'aplec).
La creació d'aquesta obra és molt anterior a l'aparició del concepte de teatre líric català, i de fet al llibret es classifica com a sarsuela. La durada aproximada de l'obra és 1 hora i 30 minuts.

## Números musicals[calcitació]
Segons el llibret de l'obra, la sarsuela conté els següents números musicals:
- Introducció. Cor d'homes.
- Romança de Tuyetas i duo de Toyestas amb Nan.
- Cançó andalusa de Giménez.
- Final de l'acte I: Blai i cor mixt. Quintet de Tuyestas, Paz, Giménez, Calahuet i Blai.
- Introducció acte II.
- Cor de venedores.
- Cor d'homes.
- Rondó de Tuyestas. Final del cor.

## Personatges[calcitació]
| Paper                                            | Tessitura | Intèrprets de l'estrena 30 de desembre de 1858 |
| ------------------------------------------------ | --------- | ---------------------------------------------- |
| Tuietes, neboda del Sr. Blai                     | soprano   | Catalina Mas i Porcell                         |
| Sr. Blay, amo d'un establiment de banys          | baix      | Josep Obiols                                   |
| Calahuet, empleat de l'establiment               | baríton   | Miguel Ibáñez                                  |
| Antonia, empleada de l'establiment               |           | Josefa Vidal                                   |
| Nan, enamorat de Tuyetas                         | baríton   | Leopold Jover                                  |
| Saldoni, banyista                                |           | Pere Mauri                                     |
| Socorro, la seva dona                            |           | Adela Zafrané                                  |
| Paz, filla de Socorro i Saldoni                  | soprano   | Ponciana Santana                               |
| Paco, tinent de cavalleria, cosí de Paz          |           | José Senís                                     |
| Giménez, assistent del tinent                    | tenor     | Manuel Arcas                                   |
| Pere Pau, cap d'una comitiva d'obrers en romeria |           | Luis Moragas                                   |
| Madrona, la seva dona                            |           | Emilia Danzan                                  |

## Argument[calcitació]
Lloc: Caldes de Montbui
Època: festes de l'Aplec del Remei, segon diumenge d'octubre. Any sense indicar, vers l'any de l'estrena de l'obra.
Doña Socorro acompanyada de la seva filla i el seu segon marit (Don Saldoni, un vell ric sempre que pot enganya a la seva dona amb altres). Don Paco, cosi de Doña Paz, es presenta a Caldes per ajudar la seva tia a recuperar la pau al costat del marit i, ja que està per casar-se ell amb la seva cosina. Durant l'estada a Caldes, Don Saldoni intenta seduir una noia de classe baixa que estava a punt de casar-se amb Nan. Aquesta noia, que es diu Tuietes, però, acabarà ajudant Doña Socorro a recuperar l'amor de Don Saldoni de la següent forma: li seguirà el joc quan aquest intenti seduir-la, i després li farà veure en el moment que convingui que un noi (Don Paco) sedueix Doña Socorro just en el precís instant en què es pensava estar a punt de seduir Tuietes.

### Sàtira
Al llarg de l'obra l'humor satíric i les petites cites són ben presents. Caricaturitzant a personatges públics de l'època s'encarrega de fer una crida a la classe treballadora perquè s'associés i trobés formes de fer front a les injustícies. Per exemple els personatges de Doña Paz i la seva filla són una clara ridiculització de la reina María Cristina de Borbón i Isabel II, respectivament. També trobem amagat l'himne de Riego en un moment concret de la sarsuela.

## Influències[calcitació]
Si tenim present i coneixem l'obra de Pierre-Augustin Caron de Beaumarchais, Les noces de Fígaro (que Mozart després convertí en la seva òpera Li Nozze di Fígaro), hauríem de notar un cert paral·lelisme entre aquest argument elaborat per Clavé i el de Beaumarchais. De fet, trobem situacions i personatges idèntics, com poden ser Tuietes amb Sussana (dues noies de classe baixes ambdues a punt de casar-se; son seduïdes per un home tot i que acaben fent de celestines amb un altre enllaç amorós…). Són molts detalls els que ens fan intuir o almenys sospitar que Clavé coneixia molt bé l'òpera de Mozart amb el guió de Beaumarchais.
També trobem similituds amb el 'Va Pensiero' de Verdi quant a reivindicar la unió d'un col·lectiu, l'associacionisme, la unió del poble, d'identitat col·lectiva... Recordem com el Va Pensiero va ser una crida al poble italià a reivindicar els seus drets en front a l'opressió que van sufrir per part de l'imperi austrohongarès.

## Recuperació
Després de l'estrena es va tornar a posar en escena en diverses ocasions, especialment entre 1861 i 1865. El 25 de novembre de 1888 es va tornar a interpretar al Teatre Novetats en un homenatge a Josep Anselm Clavé. Més endavant, els impulsors del Teatre Líric Català van intentar recuperar-la de nou, però no va ser possible per problemes econòmics.

L'any 2016 es va tornar a interpretar al Teatre Nacional de Catalunya. La iniciativa va sorgir del director del mateix teatre Xavier Albertí, el qual va incentivar el procés de recuperació del guió i les partitures.

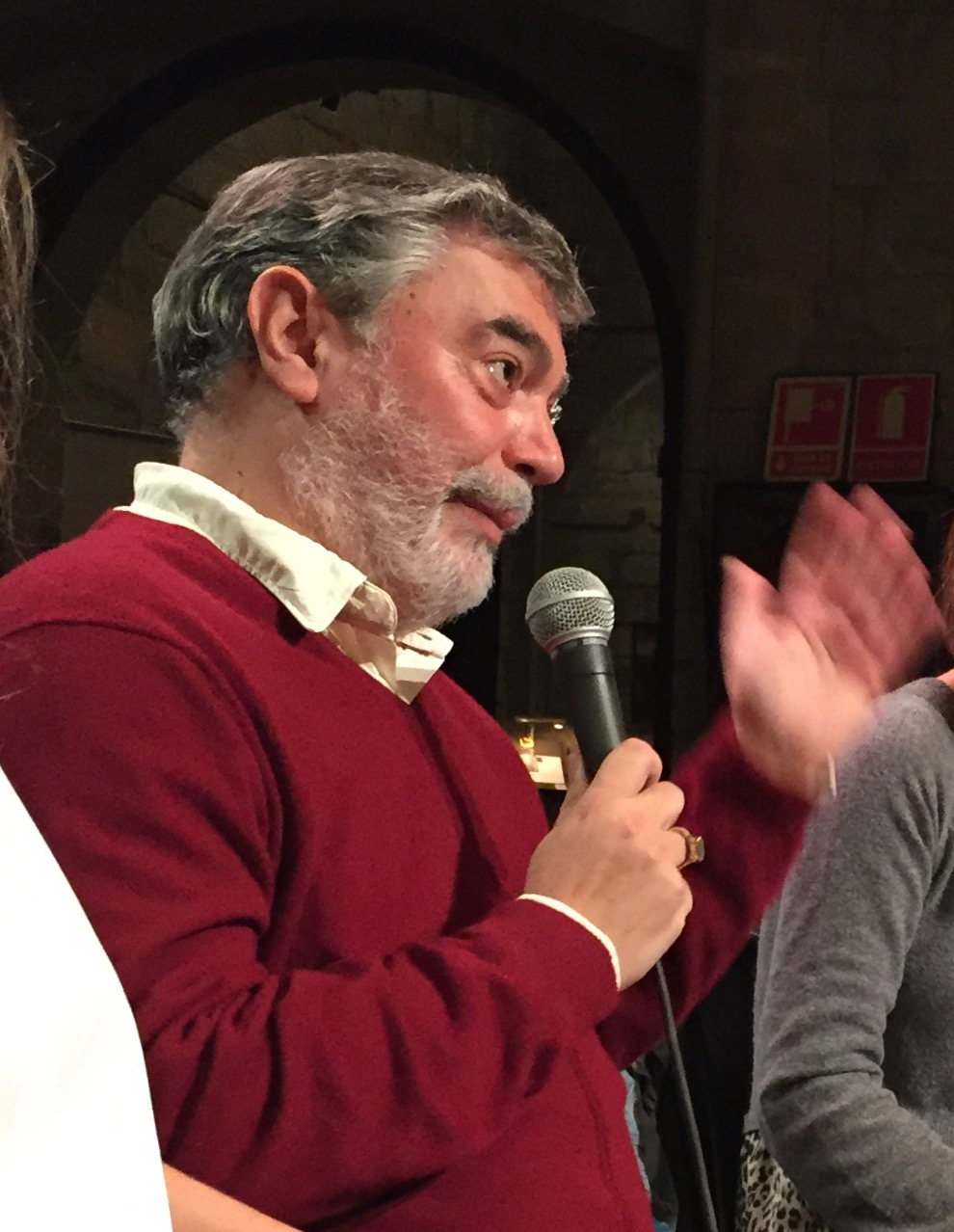
Xavier Albertí

Prenent el guió inicial com a base, es va articular una divertida representació de l'Aplec del Remei la qual va tenir com a objectiu no només ressaltar la part satírica de l'obra si no que també enaltir la figura del propi Clavé.
La interpretació va ser efectuada pel mateix Albertí (actuant de transvestit com és habitual amb la seva segona identitat de Wanda Pitrowska), una orquestra simfònica formada per estudiants de l'Escola Superior de Música de Catalunya i el Cor de les glòries catalanes.
El repartiment va ser el següent:
- Tuietes (soprano) - Maria Hinojosa Montenegro
- Doña Paz (mezzosoprano) - Marta Fiol
- Giménez (tenor) - Antoni Comas
- Nan (baríton) - Josep-Ramon Olivé
- Blay (baríton) - Miquel Cobos
- Actors: Oriol Genís; Roberto G. Alonso

## Representacions[calcitació]
L'any 2017 la Federació de Cors de Clavé troba als seus arxius el manuscrit de la Sarsuela, concretament el llibre del director. Durant uns mesos un equip d'investigadors i musicòlegs fan una important tasca de recuperació, arqueologia documental i tractament informàtic de les partitures manuscrites.
El resultat és una recuperació de l'obra genuïna del mestre Anselm Clavé. Es presenta en roda de premsa el 7 de juliol de 2017 a la seu de la Societat Coral El Vallès de Ripollet. En la presentació la investigadora Esperança Llebot i la musicòloga Elisenda Masachs expliquen el procediment de recuperació de les partitures i els criteris musicals sempre respectant la idea original del compositor.

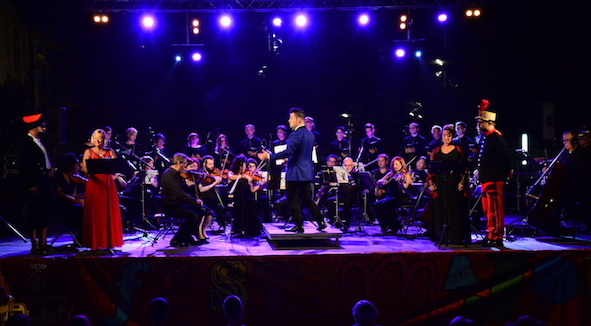
Rondó final de L'Aplec del Remei a Ripollet

### Ripollet, 26 d'agost de 2017. Festa Major a la Plaça del Molí
El 26 d'agost es fa una primera estrena durant la Festa Major de Ripollet a la Plaça del Molí de la localitat vallesana.
La interpretació va ser a càrrec de l'Orquestra Simfònica de l'Escola de Música de Gràcia de Barcelona i el Cor Veus del Vallès de la Societat Coral El Vallès de Ripollet.
L'espectacle va ser en format concert amb la narració del mateix director de l'orquestra Bruno Nájera.
El repartiment va ser el següent:
- Tuietes (soprano) - Marta Carrillo Ribas
- Doña Paz i Venedora de Turrat (soprano) - Carme Miró
- Giménez (tenor) - Lluís Giménez Puig
- Nan i Blai (baríton) - Jaume Casalí

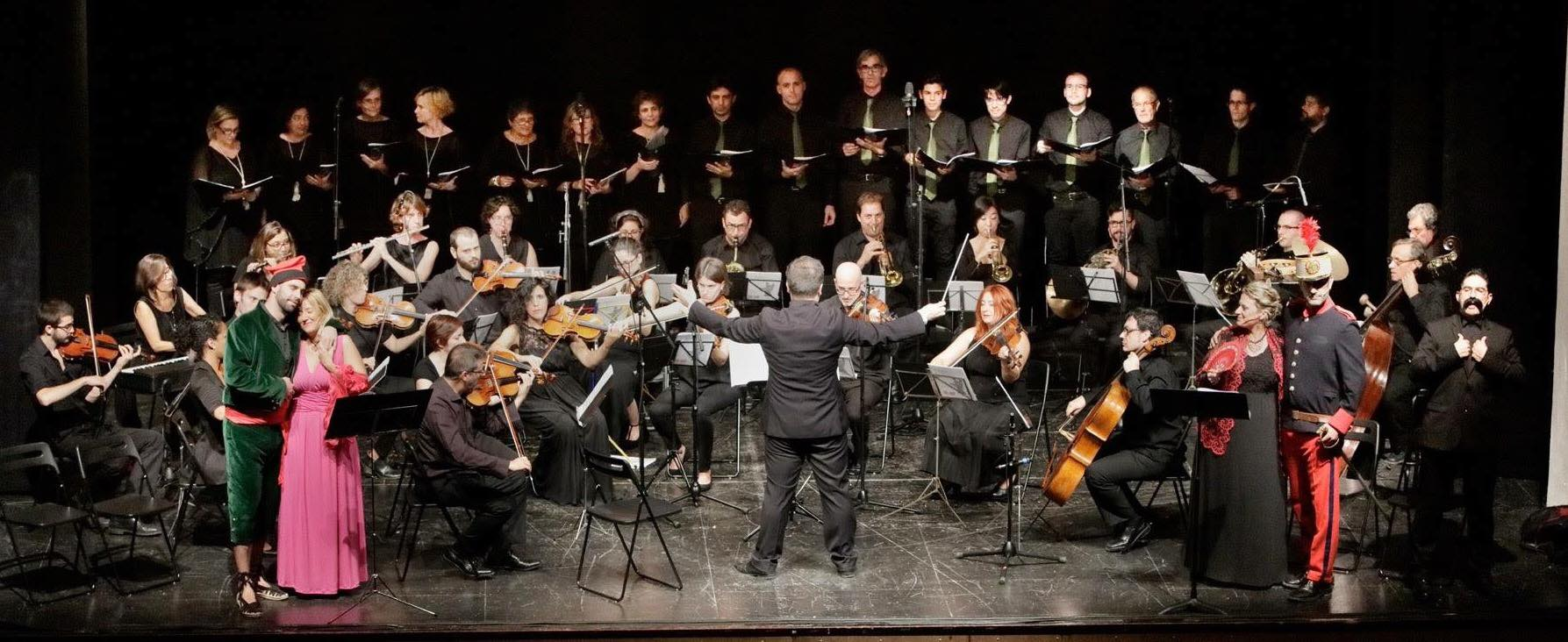
Rondó final de L'Aplec del Remei a Caldes de Montbui

### Caldes de Montbui, 15 d'octubre de 2017. Casino de Caldes
Una segona estrena a la localitat on Josep Anselm Clavé, el compositor, es va inspirar i va localitzar la història i els seus protagonistes: Caldes de Montbui (Vallès Occidental)
La interpretació va ser a càrrec de l'Orquestra Simfònica de l'Escola de Música de Gràcia de Barcelona i el Cor Veus del Vallès de la Societat Coral El Vallès de Ripollet.
L'espectacle va ser en format espectacle amb narració de l'actor Jordi González Figueras.
La Sarsuela va ser produïda i dirigida pel director Bruno Nájera.

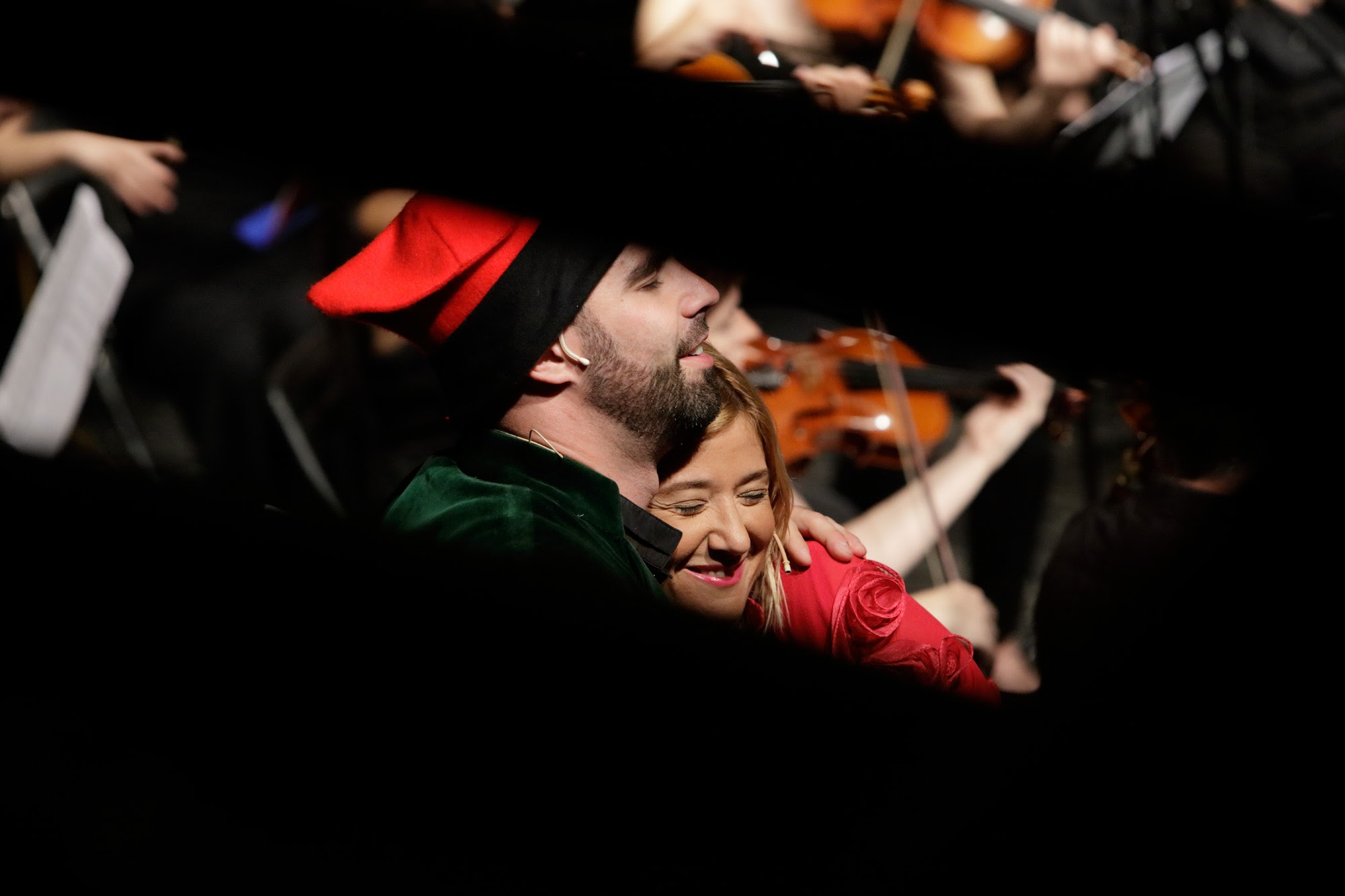
Marta Carrillo Ribas i Jaume Casalí, ens els papers de Tuietes i en Nan

També va comptar amb una descripció i visió històrico-crítica a càrrec de l'investigador Roger Canadell. On el públic abans de gaudir de l'espectacle va descobrir la figura de Clavé a Caldes de Montbui i l'impacte polític i cultural del seu pensament.
El repartiment de la sarsuela va ser el següent:
- Tuietes (soprano) - Marta Carrillo Ribas
- Doña Paz i Venedora de Turrat (soprano) - Carme Miró
- Giménez (tenor) - Lluís Giménez Puig
- Nan i Blai (baríton) - Jaume Casalí